# 安倍内閣総理大臣談話

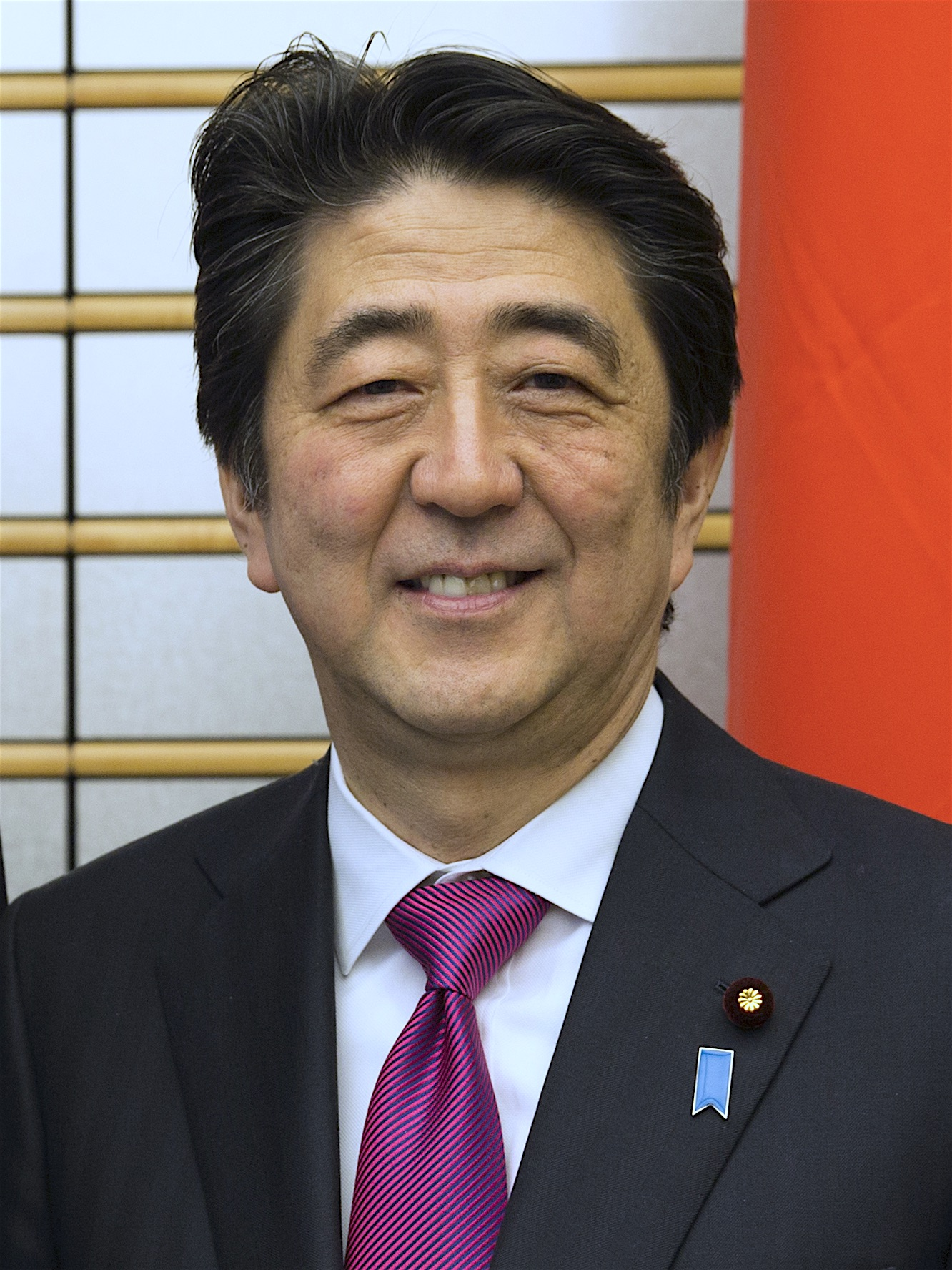
安倍晋三 内閣総理大臣

安倍内閣総理大臣談話（あべないかくそうりだいじんだんわ）は、戦後70年を迎えるにあたって、2015年（平成27年）8月14日に第97代内閣総理大臣の安倍晋三が閣議決定に基づき発表した声明。安倍談話（あべだんわ）、戦後70年談話（せんご70ねんだんわ）として知られる。

## 概要
この内閣総理大臣談話は、1945年（昭和20年）8月15日の終戦から70年経つ2015年（平成27年）8月15日の前日の8月14日に、内閣総理大臣の安倍晋三が閣議決定に基づいて発表した声明である。
安倍首相はこの談話の作成について、「できるだけ多くの国民と共有できるような談話を作っていくことを心掛けた」と述べている。

## 内容
冒頭、歴史の教訓の中から、未来への知恵を学ばなければならないとの言葉から始まり、西洋諸国の植民地支配に言及し、その危機感を原動力として日本は近代化し、アジアで初の立憲国家となり、日露戦争における勝利がアジアやアフリカの人々を勇気づけたとの話から始まる。
その後、日本が先の大戦に突入したことについて、欧米によるブロック経済が日本を苦しめたことに言及し、外交的、経済的な行き詰まりを力の行使によって解決しようと試みた結果であり、こうした経過の中で日本が進むべき針路を誤り戦争への道を進んで行ったとした。
国内外で斃れた全ての人々へ哀悼の意を表明し、戦火を交えた国と戦場となった地域での犠牲や戦場の陰で深く名誉と尊厳を傷つけられた女性たちがいた事も忘れてはならないと言及した。
先の大戦への反省として「何の罪もない人々に計り知れない損害と苦痛を我が国が与えた事実」について言及。「事変、侵略、戦争」と先に例を挙げた上で、「いかなる武力の威嚇や行使」も、国際紛争を解決する手段としてはもう二度と用いてはならない、「植民地支配」から永遠に訣別しなければならないとし、先の大戦における行為について「痛切な反省」と「心からのお詫びの気持ち」を表明し戦後一貫してアジアの平和と繁栄のために力を尽くしてきた歴代内閣の立場は、今後も揺るぎないとした。
戦後に引揚者が日本再建の原動力になったことや、中国残留日本人が帰国したこと、アメリカ、イギリス、オランダ、オーストラリア各軍の捕虜が日本を訪れ、互いの戦死者を慰霊しているということを心に留め置かなければならないとした。
寛容な心によって戦後に日本が国際社会へ復帰できたとして、和解のために尽くしたすべての国と人々へ感謝の意を表明した。
これからの日本人については、「あの戦争には何ら関わりのない、私たちの子や孫、そしてその先の世代の子どもたちに、謝罪を続ける宿命を背負わせてはなりません」としつつ、過去の歴史に真正面から向き合う必要はあるとした。
最後に、これから日本は「積極的平和主義」をとり、世界の平和と繁栄のために貢献していくとしている。

## 過去の談話との比較
村山談話（1995年）、小泉談話（2005年）はいずれも、8月15日に閣議決定、発表されているが、安倍談話は8月14日に閣議決定、発表された。15日の前日の14日に行った理由は、15日に「おことば」を述べる天皇に配慮したものだと言われている。
字数は3000字を超えており、約1300字の村山談話、約1100字の小泉談話を大きく上回る分量となっている。
過去の談話（村山談話・小泉談話）の「キーワード」とされていた、「植民地支配」「侵略」「痛切な反省」「おわび」については、文言としては盛り込まれている。しかし、「植民地支配」と「侵略」について、過去の談話では日本自身が行った行為として明示されていたのに対し、安倍談話では日本の行為との文脈では明確には触れられておらず、いずれも一般論としての言及となっている。「侵略」については戦後日本の不戦の誓いの形での言及であり、かつての日本の行為が「侵略」であったと直接言及することも避けている。また、「痛切な反省」と「おわび」についても、過去の談話を引用する形での言及にとどめ、首相自身の言葉としては語らず、首相自ら直接謝罪を表明することも避けている。そのうえで、戦後一貫して、平和と繁栄のために力を尽くしてきたという歴代内閣の立場は、「今後も、揺るぎないものであります」と表明している。
過去の談話等でなされてきた「おわび」等の「謝罪」については、「あの戦争には何ら関わりのない、私たちの子や孫、そしてその先の世代の子どもたちに、謝罪を続ける宿命を背負わせてはなりません」と言及した。これには謝罪の繰り返しに歯止めをかけ、区切りをつける狙いがあるとされる。この文言について首相周辺は、「『謝罪を続ける宿命を背負わせてはならない』は大事なところ。もうこれ以上、謝る必要はないんだよ」と発言、日本経済新聞も記事の中で、「『謝罪外交』に終止符を打つ意思を表明」とした。

## 反応
肩書はいずれも談話発表当時のもの。

### 国内

#### 政界・元政治家
谷垣禎一（自由民主党幹事長）「先の大戦での我が国の失敗の原因がどこにあり、戦後、その失敗を克服し、国際法の進化のもとでわが国が努力してきた成果を分析した上で、今後のわが国が取るべき方向性を示した、非常にバランスの取れた談話だ」
稲田朋美（自由民主党政務調査会長）「談話は安倍首相の平和への思いと世界貢献への決意の表れだと思う」
山口那津男（公明党代表）「侵略や植民地支配、痛切な反省、心からのおわびなどのキーワードを使って歴代内閣の立場を引き継ぎ、それが今後も揺るぎないことを閣議決定したのは大きな意味がある。幅広い観点からバランスをとりながら、心を砕いて表明しており、中国や韓国にも談話の意味は伝わると思うし、政府にはこれを基に改善の努力を進めてほしい」
岡田克也（民主党代表）「今回の談話は、今までの政治家、安倍晋三の歴史観とは明らかに異なるものだ。安倍総理大臣が大きく考え方を変えたのか。変えたということであれば内外の議論や指摘が影響を与えたということだろう。植民地支配、侵略、痛切な反省、心からのおわびといった表現はいずれも引用という形で述べているが、日本のことを言っているのか、一般論として言っているのか、定かではない。安倍総理大臣がどう考えているのかが伝わってこない」
松野頼久（維新の党代表）「村山談話以後、10年ごとに同様な談話が発表されていることに疑問を感じざるを得ない。村山談話に示された歴史認識は広く普遍的なものになっている」
柿沢未途（維新の党幹事長）「バランスのとれた、『未来志向』だという安倍総理大臣の言葉にかなっている、評価できる内容だと思う。この談話が、安倍総理大臣の心の中からにじみ出た本心であって、これから、談話にのっとって、国政の運営と日本のかじ取りをしていくことが、本当に行動になって現れてくるのかどうかが、何よりも大事だと思う」
志位和夫（日本共産党委員長）「反省とおわびについて、過去の歴代政権が表明してきたという事実に言及しただけで、自らの言葉として、反省とおわびを一切述べていないので、大変欺瞞的な内容だ。『村山談話』が示した、過去の歴史に対する日本政府の基本的な認識や価値を、事実上、投げ捨てるに等しいもので、国内外の厳しい批判は免れないと思う」
平沼赳夫（次世代の党党首）「未来志向の内容は支持する。また、次の世代に謝罪を続ける宿命を背負わせてはならないと発言したことは評価する。しかし、戦争の反省は重要だが、おわびはもうやめるべきだ。おわびを繰り返しても、未来は切り開けない。現在、アジア・太平洋の平和を乱す動きがあることへの批判も入れるべきだったと考える」
吉田忠智（社会民主党党首）「『侵略』と『おわび』の表現は盛り込まれているが、安倍総理大臣本人の言葉としては語られておらず、戦後50年の『村山談話』よりも大きく後退していると言わざるをえない。一方で、いわゆる従軍慰安婦について、直接的な言及は無かったが、女性の尊厳を傷つけたといった表現が入ったのはよかったと思う」
福島瑞穂（社会民主党副党首）「村山談話を受け継いでいない。キーワードは使っているが、換骨奪胎している」
小沢一郎（生活の党と山本太郎となかまたち代表）「今まで日本は何度も謝罪してきたので、これ以上謝罪する必要はないと言わんばかりの文言だと思う。自分の本音を隠して取り繕おうという表現で、言葉の端々に戦前の日本を肯定するたぐいの表現が見られる。私には納得がいかない」
松田公太（日本を元気にする会代表）「『先の世代の子どもたちに、謝罪を続ける宿命を背負わせてはなりません』という言葉には共感した。しかし、そうであればこそ、安倍総理大臣は、もう1度、自分の言葉でおわびを表明し、それを最後にするという気概をみせてもよかったのではないか。全体としては、未来志向の言葉が多く、前向きに評価したいと思うが、重要なのは行動だ」
村山富市（第81代内閣総理大臣）「言葉に配慮してずいぶん苦労して作った文章だと思うが、焦点がぼやけてさっぱり分からないという印象を強く持った。100年以上前に西欧諸国の植民地が広がっていたという内容を盛り込むなど、『植民地支配』や『侵略』の意味を普遍化、矮小化している」「安倍総理大臣が本当に言いたいことはオブラートに包んで薄めたにすぎない。『村山談話』とはだいぶ中身が違うという印象で、談話が引き継がれたという印象はない」
高市早苗（第19代総務大臣 - 第3次安倍内閣の閣僚として安倍談話の閣議決定に参加）「（安倍談話は）日本人に生まれただけで、それが罪であり、未来永劫謝罪を続けなければいけないといった「民族責任論」から子孫の代を解放していく（といった内容のものだった）」

#### 学者
八木秀次（麗澤大学教授）「極めて高く評価する」「（「植民地支配」「侵略」「痛切な反省」「お詫び」など）同じ用語を使っても、文脈を変え、上書きした。安倍談話が最新のもので、村山談話に立ち返ることはなくなった」
信夫隆司（日本大学教授）「冒頭で『歴史に対して謙虚であらねばならない』と述べたのが印象的だ。『侵略』や『植民地支配』、『お詫び』など村山談話のキーワードをすべて盛り込んだうえで『悔悟』という強い表現で反省を示しており、意識的に韓国や中国との関係を良くしていこうという考えがみられる」

#### 団体
呉公太/オ・ゴンテ（在日本大韓民国民団中央本部団長）「『植民地支配と侵略』に言及し、それに対する『痛切な反省』と『心からのお詫び』を自らの言葉として盛り込んだ村山談話、小泉談話に比べて後退した印象は否めない」「韓日両国が後戻りすることのない和解の道を歩めるよう、安倍内閣が村山・小泉談話を揺るぎなく継承する姿勢を各施策に具体的に反映させることを切に望む」

### 国外

#### 政府・政党・政治家
バラク・オバマ（第44代アメリカ合衆国大統領）8月26日に行われた日米首脳電話会談の中で、「（安倍談話を）歓迎する」と表明。
 ネッド・プライス（アメリカ国家安全保障会議報道官）「戦後70年間、日本は平和や民主主義、法の支配に対する揺るぎない献身を行動で示しており、すべての国の模範だ」「安倍首相が、大戦中に日本が引き起こした苦しみに対して痛惜の念を示したことや、歴代内閣の立場を踏襲したことを歓迎する」
 台湾総統府「馬英九総統は日本政府が今後も歴史の事実を直視し、深い反省と教訓を心に刻むことを期待する」「歴史の過ちは許せるが、歴史の真相は忘れるべきでない」
民主進歩党「日本の安倍晋三首相が発表した戦後70年談話の内容について、民進党は高い関心と尊重を表明し、安倍首相の平和を維持するとの約束を受け入れる」
蔡英文（民主進歩党主席）「安倍首相が歴史を正視し平和の約束をしたことを受け入れるとともに、日本が引き続きこの地域における平和に対し重要な役割を担っていく事を希望している」
 華春瑩（中華人民共和国外交部報道局報道官）「日本は当然、戦争責任を明確に説明し、被害国の人民に誠実に謝罪し、軍国主義の侵略の歴史を切断すべきだ。この重大な原則問題についていかなるごまかしもすべきではない」
 トニー・アボット （第28代オーストラリア首相）「我々が忘れることができない戦争の苦しみに言及している」「日本は何十年もの間、国際社会の模範として世界の平和と安定に貢献してきた。オーストラリアと日本が強固な関係を築いてきたのは、両国の国民や指導者が過去の影に未来が支配されることを拒んできたからだ」「他の国にとって今日の談話は、より良い未来を目指し友好関係を強めようという日本の姿勢を受け入れやすくしている」
 フィリピン外務省「『二度と戦争の惨禍を繰り返してはならない』と述べていることに、フィリピンも同意する」「20世紀の半ば以降、日本は国際法に従いながら積極的に地域や世界と関わってきた」「この70年の間に日本とフィリピン両国の国民は過去の問題を克服し、強い友情を築き上げてきた」
アルバート・デル・ロサリオ（外務大臣）「日本は戦後、国際法に従って行動し、アジアや世界で積極的な役割を果たしてきた」「日本とフィリピンの関係は多様な分野での信頼と尽きることのない支援によって特徴付けられる」「戦後70年は絶え間ない努力により、両国の国民が過去の問題を克服し強固な友好関係を築くことができるということを世界に示した」
フィリピン大統領府報道官フィリピン大統領府報道官は「自由、民主主義、人権の価値を堅持し、平和に貢献するという安倍首相の談話を支持する」
 インドネシア外務省「インドネシアは、安倍総理大臣がこれまでの２度の総理大臣談話と同様に、第2次世界大戦における日本の行為について談話を発表したことを評価する」
 イギリス フィリップ・ハモンド外務・英連邦大臣「日本政府が発表してきたおわびの声明を再確認し、国際法の下で70年以上にわたる日本の平和への貢献が継続することは喜ばしい」「談話が日本と北東アジアの隣国との和解のためにプラスとなるよう受けとめられることを希望する」
 韓国外交部植民地支配と侵略に対する「日本の現政権の歴史観を国際社会に如実に示した」との報道官論評を発表。論評の中では、「（談話が）歴代内閣の歴史認識が今後も揺るがないと国際社会に明らかにした点に注目する」として強い批判は避けた上で、「日本政府が具体的な行動で実践していくかを見守る」とした。
 北朝鮮外務省「侵略の歴史に対する誠実な認定と謝罪が込められていない」「日本が、我が人民に謝罪も反省もなく、国際社会における責任、貢献をうんぬんするのは、人民に対する耐え難い愚弄だ」「過去の清算を通じて、わが国をはじめとする周辺諸国からの信頼を得るべきだ」との内容の報道官談話を朝鮮中央通信を通じて発表。
 シンガポール外務省安倍談話と、談話発表翌日（8月15日）に行われた「全国戦没者追悼式」の際の明仁天皇の「おことば」を受け、8月16日に声明を発表。「（日本の）明白な戦争責任」について触れた上で、日本の周辺国に対し「天皇陛下のお言葉や安倍氏の談話、歴代内閣の歴史認識に基づき、さらなる和解に努めることが重要だ」と呼びかけた。

#### 報道機関
新華社通信「安倍総理大臣は歴代内閣の歴史認識を振り返り、『反省』と『お詫び』に間接的に触れただけだ。戦後生まれの日本人は『謝罪の宿命』を背負う必要はないとも公言した。日本の侵略と植民地支配のことも同じく直接には取り上げず、第三者の口ぶりだ」
 自由時報安倍氏は中国、韓国の前に台湾を述べただけでなく、会話の段落で台湾を述べた。「我が国は、先の大戦における行いについて、繰り返し、痛切な反省と心からのお詫びの気持ちを表明してきました。その思いを実際の行動で示すため、インドネシア、フィリピンはじめ東南アジアの国々、台湾、韓国、中国など、隣人であるアジアの人々が歩んできた苦難の歴史を胸に刻み、戦後一貫して、その平和と繁栄のために力を尽くしてきました。」日本のメディアは精査して原文を報道して、台湾が中国、韓国の前に置くだけでなく、台湾、中、韓、インドネシア、フィリピン、並行して他の国々であるとして伝えました。これに対し、ネットでは次から次へと次の様に言われています。「強国人(中国人)のガラスの心が砕ける」「台日友好！」
 ワシントン・ポスト「談話は、安倍総理大臣を批判する人たちが考えていたよりも、はるかに融和的な内容で、国粋主義的な要素も少なかった」と指摘。集団的自衛権行使解禁等の動きにおける近隣諸国の懸念については、「安倍総理大臣は談話で、『苦難の歴史を胸に刻む』『未来へと語り継いでいかなければならない』と述べて保証した」と伝え、懸念に応える内容だったとした。
 朝鮮日報「対米、対中関係に神経を使いながらも、対韓関係にはそれほど重きを置いていないことが分かる」とし、安倍政権が韓国を重視していないことに不満を表した一方、「談話一つのために日本との関係で全てを断つというのは賢明な選択ではない」とした。
 東亜日報「誠意あるお詫びのない安倍談話が日本の限界をさらけ出した」「安倍首相の恥知らずな歴史認識に失望と憤怒を感じる」と激しく非難したが、「談話に失望しても、韓日関係をさらに悪化させることが国益になるのかを朴槿恵政権は熟考する必要がある」とした。

## 影響
2015年8月14日、外務省はホームページから「歴史問題Q&A」のページを削除した。その後、削除されたことについて国会から指摘を受け「談話を踏まえ、現在改訂中です」といった但し書きを掲載した。9月18日、改訂された「歴史問題Q&A」が掲載され、新たなページでは以前のページに記載されていた「植民地支配」「侵略」の文言が削除された上で、「戦争とは何ら関わりのない、将来の世代が、謝罪を続けねばならないような状況を作ってはなりません。これは、今を生きる、現在の世代の責任であると考えています」と安倍談話の内容を反映する文言が新たに追加された。

## 談話の叩き台
過去の談話ではバンドン演説の内容が首相談話に反映された例もあり、安倍談話においてもバンドン演説やアメリカ議会演説で使用した言葉を引き継いだものがある。

### バンドン演説
かつて、小泉純一郎が小泉談話の発表の前にアジア・アフリカ会議（バンドン会議）50周年の首脳会議で演説し、その演説の中で「植民地支配」「侵略」「痛切な反省」「心からのお詫び」という言葉を村山談話とほぼ同じ表現・文脈で使用し、それらの表現はのちの談話にも引き継がれた。そのため、バンドン会議60周年首脳会議での安倍の演説は安倍談話の原型になるとの見方があり、注目が集まっていた。
2015年4月22日、安倍はバンドン会議で演説し「先の大戦の深い反省」に言及したものの、「植民地支配」「心からのお詫び」には言及しなかった。また、「侵略」についてもバンドン会議の平和原則を引用する形での言及であり、かつて日本が侵略を行ったかどうかについて直接言及はしなかった。

### アメリカ議会演説
2015年4月30日、安倍は日本の首相として初めてアメリカ議会上下両院合同会議の場で演説を行った。この演説については当初からアメリカ議会関係者が「戦後70年談話の序曲」と述べるなど、談話の内容へ影響があるとの見方があった。
安倍は演説「希望の同盟へ」の中で、「植民地支配」「侵略」「お詫び」には触れなかった。一方、「悔悟」「先の大戦に対する痛切な反省」という言葉を使用した。「悔悟」という言葉は過去の談話には見られなかった表現であるが、のちの安倍談話にも引き継がれている。

### 21世紀構想懇談会
2015年2月、安倍談話作成に向け、戦後70年談話に関する有識者会議「20世紀を振り返り21世紀の世界秩序と日本の役割を構想するための有識者懇談会（21世紀構想懇談会）」が設置された。この懇談会の報告書の内容は安倍談話の内容を決定するにあたり大きな役割を果たしている。
2015年6月25日（第6回会合）、実質的な討議を終了し、7月21日（第7回会合）には今後の取りまとめを西室泰三（同会議座長）と北岡伸一（座長代理）に一任することを確認した。8月6日、座長の西室から安倍に対し報告書が提出された。
談話発表の際に安倍は、「談話の作成に当たっては、『21世紀構想懇談会』を開いて、有識者の皆様に率直かつ徹底的なご議論をいただいた」「私は、この提言を『歴史の声』として受け止めたいと思う」と述べている。

## その後
談話から10年となる2025年には、かつて「21世紀構想懇談会」で座長代理を務めた北岡がコメントしており、「前回から10年経ち、もう一度談話を出す必要性はあるか？」との問いに対して「国際社会の中で日本はどう思っているかとかは、そういう意味では全く必要ない。（談話を）出すというからには、しっかりした歴史認識を持ち、それを具体化してくれる協力者がいて書けるというなら書けばいいが、それは無理だと思う」と語った。また、「戦後70年談話で『謝罪外交』には区切りをつけたということか？」との問いに対しても、「一つの区切りはついた。これを下手に『寝た子を起こすようなこと』になることはやめてほしい」と語った。